# Jamaica Kincaid
Jamaica Kincaid (ur. 25 maja 1949 w Saint John’s) – amerykańska pisarka i dziennikarka karaibskiego pochodzenia. 

## Życiorys
Urodziła się 25 maja 1949 w Saint John’s na Antigui jako Elaine Potter Richardson. Została wychowana przez pochodzącą z Dominiki matkę Anne Richardson i ojczyma, cieślę Davida Drew. Rodzina żyła w ubóstwie. Gdy miała trzy lata, matka nauczyła ją czytać, jednak przestała skupiać uwagę na córce, kiedy w 1958 roku urodziła pierwszego z trzech synów. Dla dziewczynki była to pierwsza lekcja nierównego traktowania płci. W tym czasie zaczęła także dostrzegać w swoim otoczeniu głębokie ślady kolonializmu. Oba tematy stały się później motywami przewodnimi jej twórczości.
W 1965 roku wyjechała do Stanów Zjednoczonych, utrzymując się jako au pair, najpierw w Scarsdale, a później w dzielnicy Upper East Side na Manhattanie. Kontynuowała edukację na zajęciach wieczorowych w Westchester Community College i (dzięki stypendium) Franconia College. Uczęszczała również na zajęcia fotografii na New School for Social Research. Jej pierwsze artykuły ukazały się w magazynie „Art Direction”, lecz straciła stanowisko w redakcji po publikacji kontrowersyjnego tekstu dotyczącego afroamerykańskich reklam.
Na początku kariery literackiej, w 1973 roku, zmieniła imię na Jamaica Kincaid, które jest odzwierciedleniem jej pochodzenia: karaibskich korzeni („Jamaica”) i kolonialnej brytyjskiej edukacji („Kincaid” – popularne angielskie nazwisko), którą otrzymała w młodości (Antigua uzyskała niepodległość w 1981 roku).
W 1974 roku zaczęła regularnie pisać dla „New Yorkera”, a w 1976 roku otrzymała stanowisko w jego redakcji. Jej artykuły zawierały wątki autobiograficzne oraz często dotyczyły tematów związanych z kulturą karaibską. Do 1996 roku pisała także regularnie o ogrodnictwie. W 1977 roku na łamach „New Yorkera” ukazało się jej pierwsze opowiadanie, Girl. Opowiadanie przedrukowano w jej pierwszej książce, zbiorze opowiadań At the Bottom of the River (1983), w którym Kincaid połączyła elementy liryczne z uczuciem gniewu. Krytyka literacka doceniła jej świeży, niebanalny głos, a Susan Sontag określiła niektóre opowiadania jako „porywające”. W 1979 roku Kincaid wyszła za mąż za kompozytora Allena Shawna, z którym ma dwójkę dzieci: Annie i Harolda.
Kolejną publikacją Kincaid była powieść Annie John (1985), która spotkała się z entuzjastycznymi recenzjami w amerykańskiej i brytyjskiej prasie. Z kolei esej A Small Place (1988), w którym Kincaid szczegółowo opisała Antiguę – od wpływów kolonialnej historii po współczesny przemysł turystyczny nastawiony na amerykańskich przyjezdnych – został dosyć chłodno przyjęty przez krytykę. Zarzucono autorce zbytnią gorycz i złość. Wątki dotyczące relacji rodzinnych i życia na Antigui zostały rozwinięte przez Kincaid w powieści Autobiografia mojej matki (1996), której bohaterka próbuje obsesyjnie stworzyć portret matki zmarłej przy porodzie. Książka została wyróżniona nagrodą Lannan Literary Award. W tym okresie twórczość Kincaid zaczęto przyrównywać do dzieł Gertrude Stein, w szczególności do Autobiografii Alicji B. Toklas. Z kolei waga, jaką przyznaje Kincaid zrozumieniu przeszłości, oraz połączeniu tematów rasy i płci, porównywane są przez krytykę do twórczości Toni Morrison.
Kolejne powieści Kincaid także skupiały się na wątkach autobiograficznych. W My Brother (1997) osią jest los jej młodszego brata zmarłego na AIDS, a w Mr Potter (2002) domysły na temat nieznanego jej, nieobecnego w jej życiu biologicznego ojca. W większości opowiadań i powieści Kincaid pojawia się narracja pierwszoosobowa.

## Wybrane nagrody
- 1984: nagroda Amerykańskiej Akademii Sztuki i Literatury[8]
- 1985: stypendium Guggenheima[2]
- 1997: finał PEN/Faulkner Award[15]
- 1997: Anisfield-Wolf Book Award[16]
- 1999: Lannan Literary Award for Fiction[2][8]
- 2000: Prix Femina Étranger[17]

## Twórczość
- 1983: At the Bottom of the River (zbiór opowiadań)
- 1985: Annie John
- 1988: A Small Place (esej)
- 1989: Annie, Gwen, Lily, Pam and Tulip (książka obrazkowa; ilustracje: Eric Fischl)
- 1990: Lucy
- 1996: The Autobiography of My Mother, wyd. pol.: Autobiografia mojej matki. Ewa Horodyska (tłum.). Państwowy Instytut Wydawniczy, 1998. ISBN 83-06-02680-2. Brak numerów stron w książce
- 1997: My Brother
- 2001: Talk Stories (zbiór artykułów, które ukazały się w „New Yorkerze”)
- 2002: Mr Potter
- 2005: Among Flowers: A Walk in the Himalaya
- 2013: See Now Then

Źródło.